# نوپسرها شمیدی
نوپسرها شمیدی یک گونه سوسک از خانوادهٔ سوسک‌های شاخک‌دراز است. استفان فون برونینگ در سال ۱۹۶۶ این گونه را توصیف و بررسی کرد.

## زیرگونه‌ها
- Nupserha schmidi tambaensis Holzschuh، 1990
- Nupserha schmidi darjeelingensis Holzschuh، 1990
- Nupserha schmidi schmidi Breuning، 1966
- Nupserha schmidi arunensis Holzschuh، 1990